# Zonothrips osmundae
Zonothrips osmundae är en insektsart som beskrevs av J. C. Crawford 1941. Zonothrips osmundae ingår i släktet Zonothrips och familjen smaltripsar. Inga underarter finns listade i Catalogue of Life.